# Томохико Икома
Томохико Икома (на японски: 生駒 友彦) е японски футболист.

## Национален отбор
Записал е и 5 мача за националния отбор на Япония.
| Япония | Япония | Япония |
| Година | Мачове | Голове |
| ------ | ------ | ------ |
| 1955   | 5      | 0      |
| Общо   | 5      | 0      |